# Loučka (přítok Svratky)
Loučka je řeka na Moravě v České republice, pravý přítok Svratky. Její povodí má rozlohu 389,67 km². Podle státních mapových děl jde o alternativní název řeky Bobrůvky. Mapy.cz a OpenStreetMap názvem Loučka označují pouze posledních necelých 5 km, od soutoku s Libochůvkou v obci Dolní Loučky, a Bobrůvku tak označují jako jednu ze zdrojnic Loučky. Podle map 2. vojenského mapování se název Loučka vztahoval už k úseku od Újezdu u Tišnova. Střední tok od Strážku po Újezd u Tišnova byl pojmenováván také podle Strážku (Straška, Strážkovský potok, Straschkau Fluß).

## Průběh toku
Podle Mapy.cz Loučka začíná v obci Dolní Loučky soutokem svých zdrojnic Bobrůvky a Libochůvky. Za obcí Dolní Loučky v části zvané Mezihoří protéká pod železničním viaduktem, vtéká do úzkého údolí, kde je z ní nad kamenolomem odebírána voda do Náhonu, protéká rozevírajícím se údolím v Předklášteří u Tišnova a pod kopcem Květnice vtéká do Svratky. Několik desítek metrů za soutokem Loučky se Svratkou přitéká do Svratky z levé strany potok Besének.

## Vodní režim
Hlásný profil:
| místo        | říční km | plocha povodí | průměrný průtok (Qa) | stoletá voda (Q100) |
| ------------ | -------- | ------------- | -------------------- | ------------------- |
| Dolní Loučky | 3,74     | 385,65 km²    | 2,09 m³/s            | 110,0 m³/s          |

## Využití
V minulosti byla řeka cílem sportovních rybářů. Následkem nárazového znečištění, působením vydry říční a nedostatečným vysazováním násad je stav rybí populace kritický. Navíc je svalovina ryb kontaminována hlavně těžkými kovy (Pb, Ni, Zn, Cu) v hodnotách, které jsou na hranici zdravotní rizikovosti. Ve 20. letech 20. století bylo koryto Loučky regulováno.

## Historie

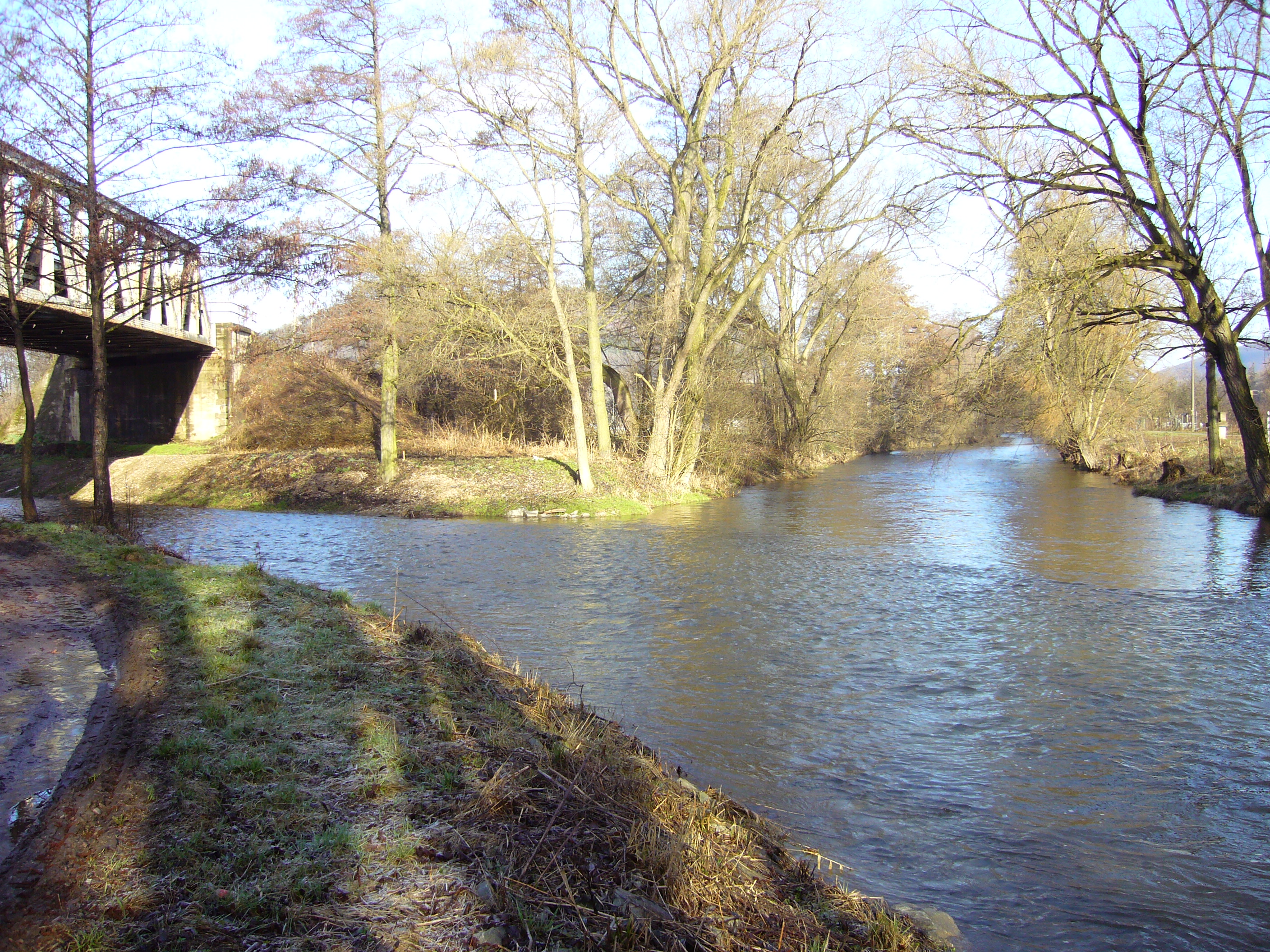
Soutok Loučky a Svratky v Předklášteří

Náhon má velmi starý původ, ale jeho koryto v dnešní podobě pochází z konce 19. století. Původně přiváděl vodu pro hospodářské provozy kláštera Porta Coeli (prádelna, pivovar). Náhon je veden po vrstevnici pravobřežního svahu údolí Loučky. Před klášterem dodával vodu do rybníků, z nichž jeden byl v 70. letech 20. století obnoven. Protéká klášterem a kolem papírny jeho vody vtékají před Tišnovem do Svratky.